# Direccionalidad de la escritura

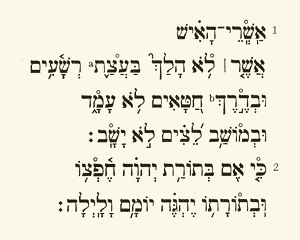
Texto en hebreo, que se escribe de derecha a izquierda.

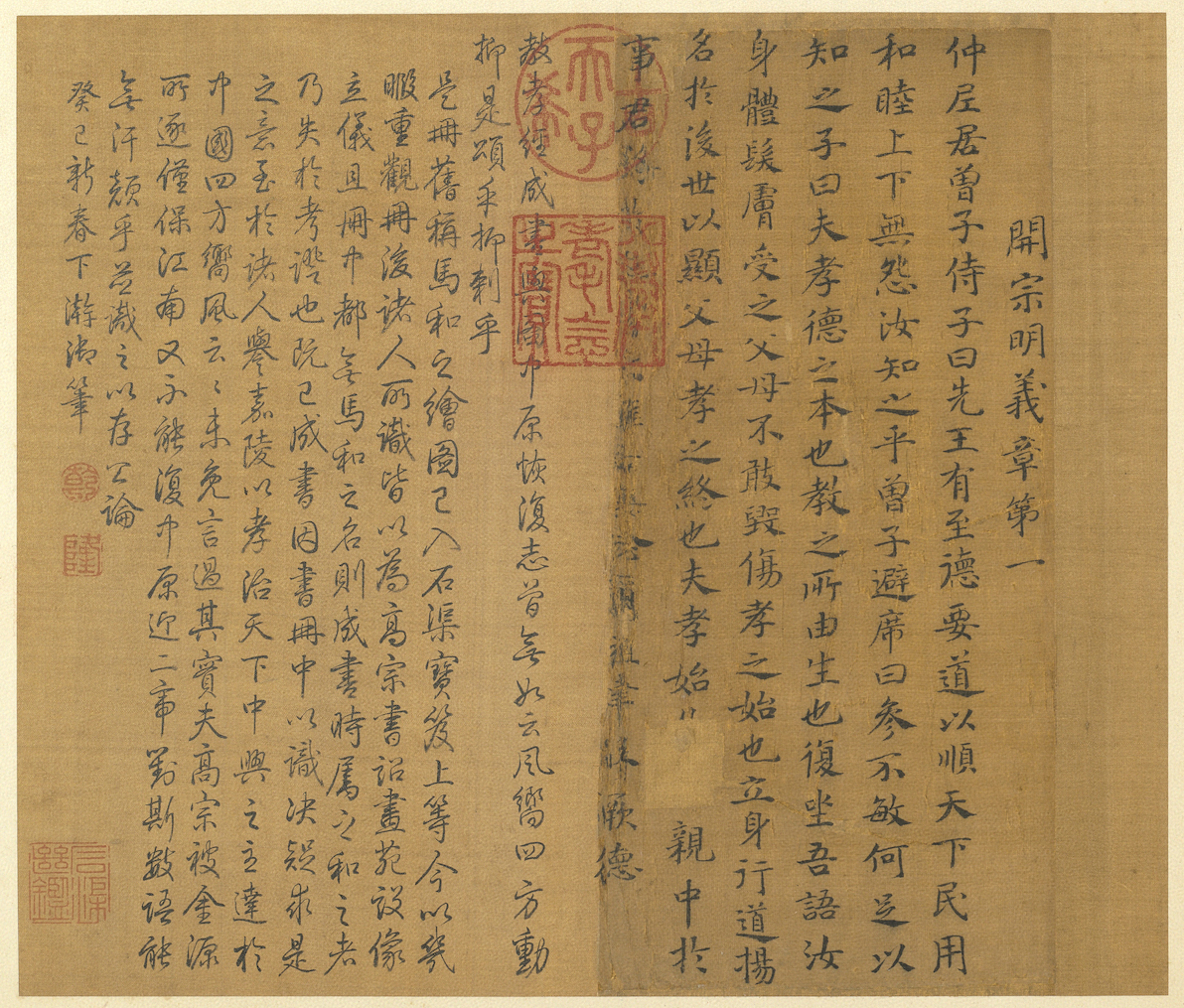
Clásico de la piedad filial, tratado chino y muestra de la escritura vertical de derecha a izquierda.

La direccionalidad de la escritura (también dirección o sentido de la escritura) es la dirección en que se escriben y se leen los caracteres que forman parte de un texto en un sistema de escritura dado.

## Tipología
De acuerdo con ello, se puede hablar de escritura vertical, generalmente de arriba abajo, si los caracteres se escriben y se leen en columnas sucesivas; o bien de escritura horizontal si los caracteres se escriben y se leen en filas sucesivas. A su vez, la escritura horizontal se subdivide en sinistroversa y dextroversa.
Los alfabetos lineales más antiguos se inscribían desde la derecha hacia la izquierda (sinistroverso) que es la dirección más natural para apoyar el cincel en una superficie dura como piedra o metal con la mano izquierda y dirigir los golpes con la mano diestra. Otras escrituras posteriores, como la griega clásica, brahmi o etíope, optaron por la escritura de izquierda a derecha, que puede resultar más cómoda al escribir con tinta porque usando la mano derecha sigue la apertura del brazo y no hay riesgo de correr la tinta con el talón de la mano. 

### Escritura horizontal

#### Escritura de izquierda a derecha
En los sistemas de escritura dextroversos (del latín «hacia la derecha»), más conocidos como de izquierda a derecha (en inglés: left-to-right, abreviado LTR), los caracteres empiezan a escribirse en la parte izquierda de la página y siguen hacia la derecha.
En general, los idiomas escritos en los sistemas de escritura latino, cirílico, griego (moderno), índico y del sudeste asiático se desplazan de izquierda a derecha (LTR). Por ejemplo, los idiomas modernos de América, Europa (español, inglés, francés, etc.), la India y el Sudeste Asiático.

#### Escritura de derecha a izquierda
En los sistemas de escritura sinistroversos (del latín «hacia la izquierda»), más conocidos como de derecha a izquierda (en inglés: right-to-left, abreviado RTL), la escritura inicia a la derecha de la página y prosigue hacia la izquierda.
Algunos ejemplos de escritura de derecha a izquierda son:
- La escritura árabe: usada por los árabes, persas, urdus y varios otros idiomas.
- El alfabeto hebreo: usado por los hebreos, judíos y algunas otras lenguas judías.
- El alfabeto siríaco: usado por una variedad de idiomas siríacos.
- Thaana: usada por los dhivehis.
- El alfabeto N'Ko: usado por varios hablantes de idiomas de África.
- El alfabeto samaritano: relacionado cercanamente al hebreo, usado en los escritos samaritanos.
- El alfabeto mandeo: relacionado cercanamente al siríaco, usado en los idiomas mandeos.
- El alfabeto imperial arameo: antiguo, muy relacionado con hebreo y fenicio.
- El alfabeto fenicio: antiguo; relacionado cercanamente al hebreo e imperial arameo.
- El alfabeto lidio: antiguo; en algunos textos está de izquierda a derecha o bustrofedon.
- El silabario chipriota.
- El kharosthi: una escritura antigua de la India.
- El sudárabe antiguo.
- El alfabeto avéstico.
- La escritura pahlavi.
- El alfabeto antiguo turco.
- El idioma umbro: un idioma extinto, antiguamente hablado por los umbros en la antigua región italiana de Umbría.

#### Bustrofedon
El bustrofedon, también denominado bustrófedon o bustrofedón, es una escritura en que se alterna el sentido en renglones sucesivos. Si un renglón se escribe de izquierda a derecha, el siguiente se escribirá de derecha a izquierda, y viceversa. Está presente en numerosas inscripciones antiguas, como las griegas y las hititas.

### Escritura vertical
Los sistemas de escritura chino, el japonés y el coreano tradicionalmente se escriben en columnas de arriba abajo y de derecha a izquierda, aunque en tiempos recientes también se escriben a la manera occidental, en filas de izquierda a derecha y de arriba abajo.

## Adaptación en el software
El software de consumo común admite texto de derecha a izquierda y de arriba abajo. A menudo, este soporte debe ser habilitado explícitamente. El texto de derecha a izquierda puede ser mezclado con el texto de izquierda a derecha en el texto bidireccional. 
Por otra parte, en el presente, el manejo del texto hacia abajo es incompleto. Por ejemplo, en HTML no existe soporte para él y para simularlo son necesarias tablas. Sin embargo, en el nivel 3 de CSS se incluye una propiedad de «modo de escritura», que puede renderizar tategaki cuando se da el valor «tb-rl». La compatibilidad es mejor en los procesadores de texto.